# Rheidt-Hüchelhoven
Rheidt-Hüchelhoven is een tweelingdorp in de Duitse gemeente Bergheim, deelstaat Noordrijn-Westfalen, en telt 1.878 inwoners (31 maart 2021). Rheidt is de oostelijke helft van het stadsdeel, Hüchelhoven de westelijke helft.
Het dorp ligt aan de Bundesstraße 477 op 8 kilometer ten noordoosten van Bergheim-stad en direct ten noordoosten van de grote elektriciteitscentrale van RWE bij Auenheim en Niederaußem. Direct ten noorden van het dorp en juist buiten de gemeentegrens kruist de B 477 de Bundesstraße 98.
De toren van de rooms-katholieke, in 1789 gebouwde, Sint-Michaëlskerk in Hüchelhoven dateert uit 1554.
Ten westen van Hüchelhoven staat kasteel Geretzhoven. Het is in gebruik als locatie voor concerten, toneelvoorstellingen, bruilofts- en andere feesten en partijen. 
Rheidt wordt in het jaar 1109, en Hückelhoven omstreeks 1170 voor het eerst in een document vermeld. De dorpen behoorden van de middeleeuwen tot aan de Napoleontische tijd tot het Keurvorstendom Keulen. Dit beleende steeds kloosters en abdijen met het gebied; de abten en abdissen hiervan gaven het op hun beurt weer aan adellijke heren in achterleen. Na 1815 kwam het gebied aan het Koninkrijk Pruisen.

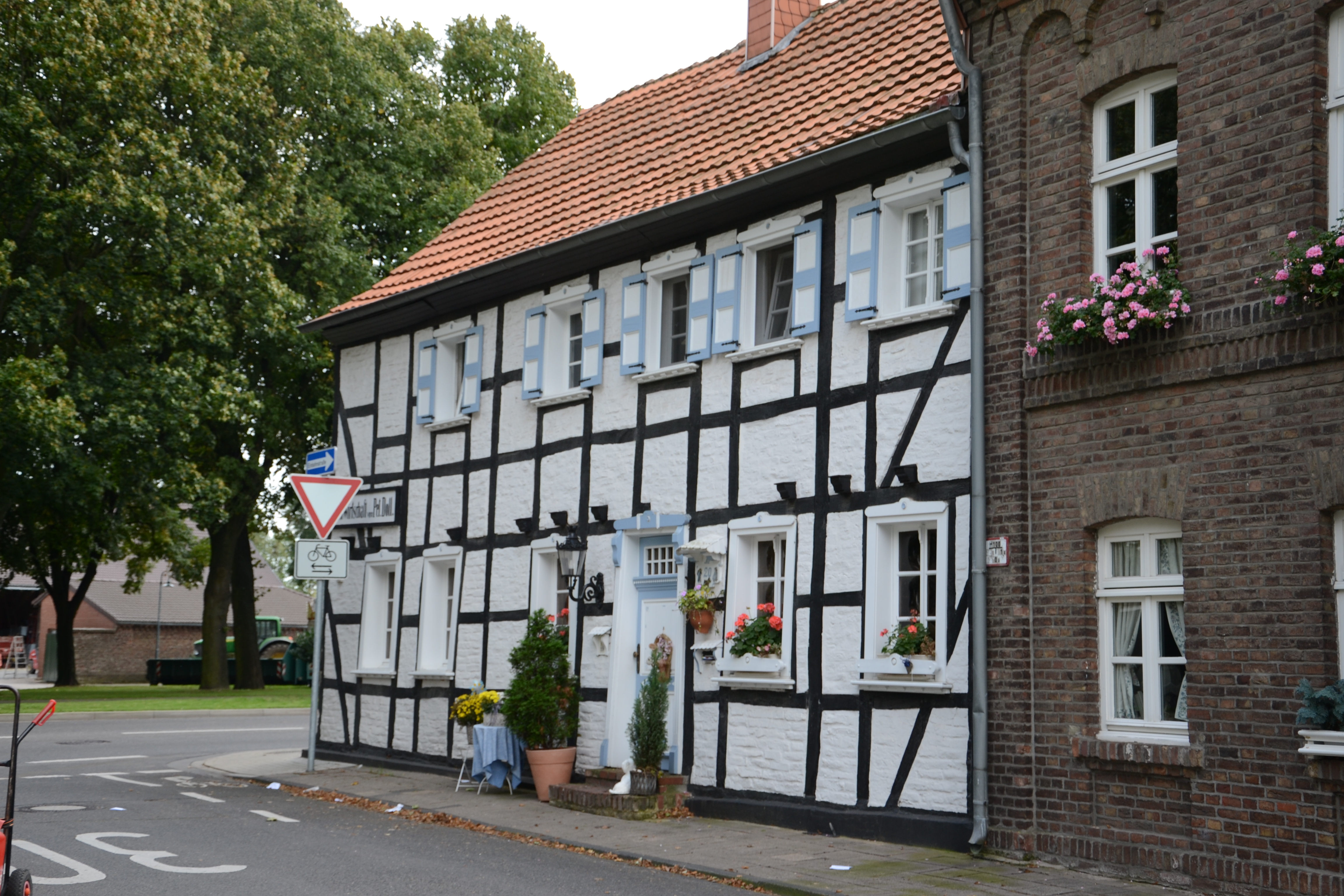
Vakwerkhuis te Rheidt
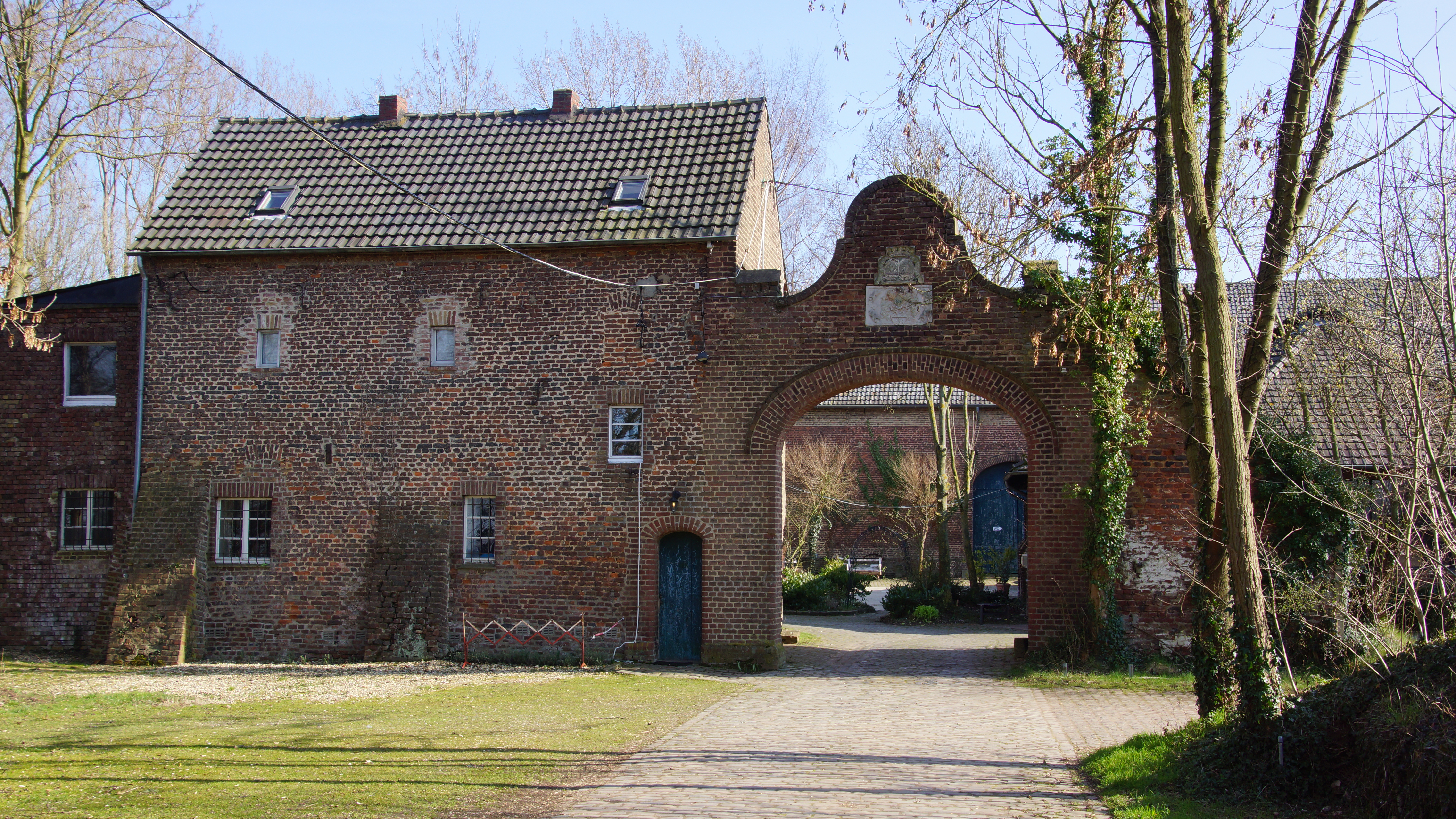
Ingang kasteel Geretzhoven
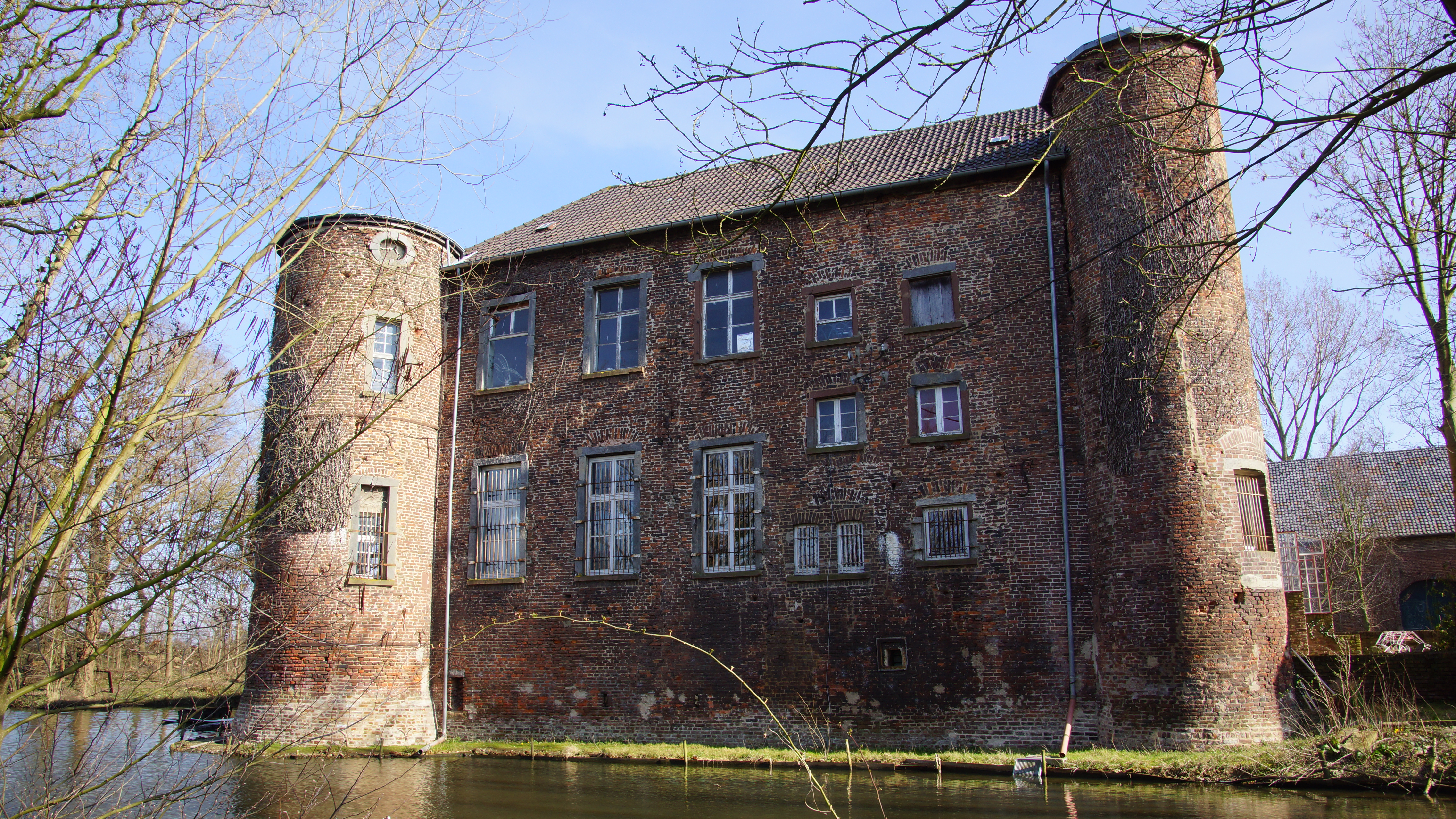
Kasteel Geretzhoven